# Neomaskellia
Neomaskellia es un género de hemíptero de la familia Aleyrodidae, con una subfamilia: Aleyrodinae.

## Especies
Las especies de este género son:
- Neomaskellia andropogonis Corbett, 1926
- Neomaskellia bergii (Signoret, 1868)